# Nephodia bicolor
Nephodia bicolor är en fjärilsart som beskrevs av Paul Dognin 1912. Nephodia bicolor ingår i släktet Nephodia och familjen mätare. Inga underarter finns listade i Catalogue of Life.